# Emily Murphy
Emily Murphy nata Emily Gowan Ferguson (Cookstown, 14 marzo 1868 – Edmonton, 27 ottobre 1933) è stata una giurista, scrittrice e attivista canadese per i diritti delle donne, che nel 1916, è diventata la prima donna magistrato del Canada e dell'Impero britannico. È nota soprattutto per il suo contributo al femminismo canadese, in particolare per la questione posta alla Corte suprema del Canada se le donne fossero considerate "persone" nel diritto canadese, caso conosciuto come Persons Case.
Emily Murphy è nota come una delle "The Famous Five" (o "The Valiant Five"), gruppo di attiviste per i diritti delle donne canadesi che comprendeva anche Henrietta Muir Edwards, Nellie McClung, Louise McKinney e Irene Parlby, autrici di una petizione fondamentale per il movimento di emancipazione della donna.

## I primi anni
Emily Murphy nacque a Cookstown, Ontario, terza figlia di Isacco, un uomo d'affari di successo ed Emily Ferguson. Da bambina, Emily spesso accompagnava i due fratelli maggiori Thomas e Gowan nelle loro avventure; il padre incoraggiava questo comportamento nella sua intenzione di dividere equamente le responsabilità tra figli e figlie.
Emily crebbe sotto l'influenza del nonno materno Ogle R. Gowan, politico, fondatore di una filiale locale della Orange Order nel 1830, e di due zii, uno giudice della Corte Suprema e l'altro, Thomas Roberts Ferguson, senatore. Suo fratello, divenuto avvocato, fu uno dei membri della Corte Suprema. I componenti della sua famiglia erano esponenti di spicco della società e i suoi genitori sostennero la figlia nella sua formazione accademica. Fu legata a James Robert Gowan, avvocato, giudice e senatore.
Studiò alla Bishop Strachan School, scuola privata anglicana esclusiva per le ragazze a Toronto e, attraverso un amico, incontrò il suo futuro marito Arthur Murphy.
Nel 1887 si sposarono e successivamente ebbero quattro figlie: Madeleine, Evelyn, Doris e Kathleen. Quando Doris morì di difterite in giovane età, la famiglia decise di trasferirsi ad ovest del fiume Swan, nel Manitoba nel 1903 e poi a Edmonton, Alberta nel 1907.

## Attivismo

### Dower Act

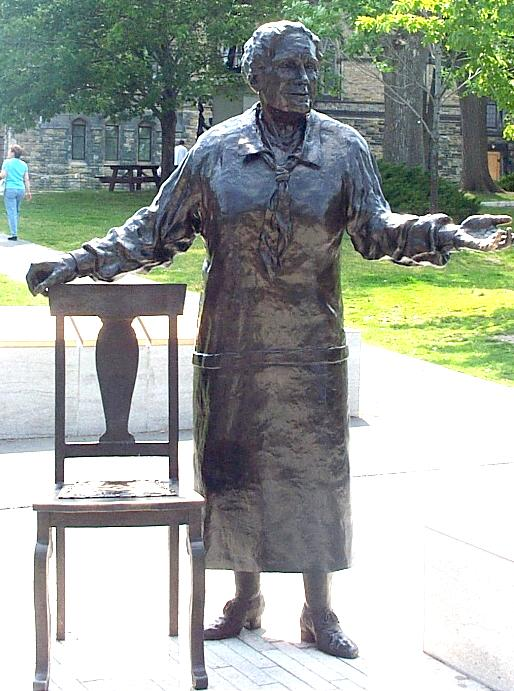
Statua di Emily Murphy nel monumento The Famous Five, Parliament Hill, Ottawa

Il marito di Emily era un sacerdote anglicano ad Edmonton ed ella ebbe quindi modo di esplorare i dintorni della sua nuova casa, diventando sempre più consapevole della miseria in cui versava.
All'età di 40 anni, quando le sue figlie, diventate indipendenti, si separarono dalla famiglia, Emily iniziò ad organizzare attivamente gruppi di donne che fornivano occasione alle casalinghe che abitavano in zone isolate di potersi incontrare e discutere idee e progetti di gruppo. In aggiunta a queste organizzazioni, Emily Murphy iniziò a parlare apertamente e francamente delle persone svantaggiate e delle cattive condizioni di vita nella società.
Il suo forte interesse per i diritti e la protezione delle donne e dei bambini si intensificarono quando venne a conoscenza dell'esperienza di una donna dell'Alberta, il cui marito aveva venduto la fattoria di famiglia; il marito aveva poi abbandonato la moglie e i figli lasciandoli senza casa e senza soldi. A quel tempo, le leggi sulla proprietà non lasciavano alla moglie nessuna possibilità di un ricorso legale.
Questo caso spinse Emily Murphy a ideare una campagna per assicurare i diritti di proprietà alle donne sposate. Con il supporto di molte donne delle zone rurali, Emily Murphy iniziò a fare pressione sul governo dell'Alberta per permettere alle donne di conservare i diritti di disporre della loro terra. Nel 1916 convinse con successo il legislatore dell'Alberta a far passare la legge sulla dote (Dower Act) che permetteva ad una donna di avere diritti legali su un terzo della proprietà del marito. La reputazione di Murphy come attivista per i diritti delle donne crebbe in modo considerevole con questa prima vittoria politica.

### Incarichi come magistrato

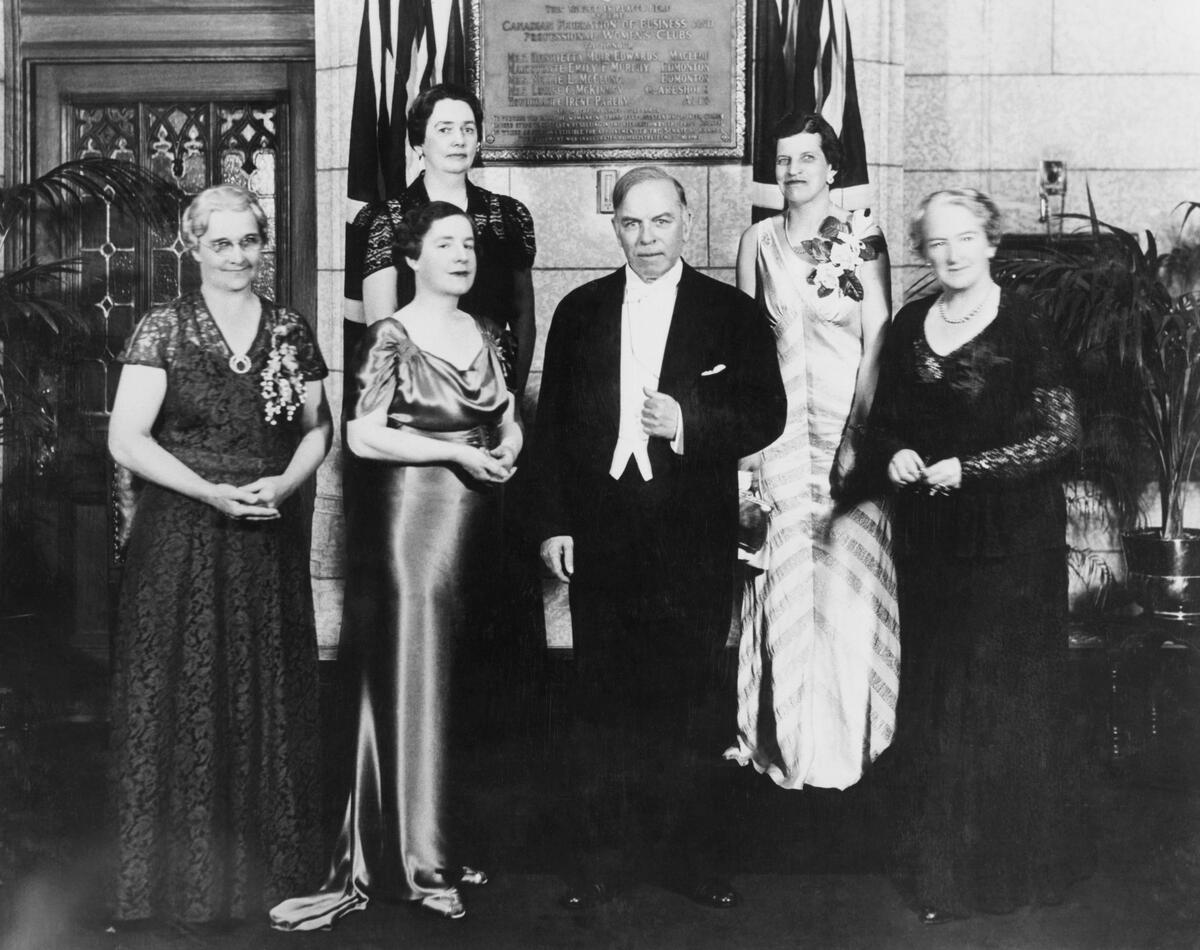
William Lyon Mackenzie King svela una targa commemorativa delle cinque donne di Alberta i cui sforzi hanno portato al Persons Case. [Prima fila, da sinistra verso destra]: Henrietta Muir Edwards con la figlia, JC Kenwood, figlia del giudice Emily Murphy; WL Mackenzie King, Nellie McClung. [Seconda file]: le senatrici Iva Campbell Fallis e Cairine Wilson (Ottawa).

Il successo di Emily Murphy nella lotta per la legge sulla dote, insieme al suo lavoro nel Consiglio locale della Donna e alla sua crescente consapevolezza dei diritti delle donne, evidenziò la necessità di inserire un magistrato donna nel tribunale femminile.
Nel 1916, Emily Murphy, insieme a un gruppo di donne, tentando di assistere ad un processo che riguardava due donne etichettate come prostitute, furono arrestate per circostanze "discutibili". Alle donne fu chiesto di lasciare l'aula in seguito alle rivendicazioni che la dichiarazione non era adatta ad "una società mista". Questa decisione era inaccettabile per Emily Murphy, che protestò con il procuratore generale della provincia. "Se una prova non può essere accolta in una società mista", ha sostenuto, "allora il governo deve istituire un tribunale speciale presieduta da donne".
La richiesta di Murphy fu accolta, ed ella divenne in questo modo la prima donna magistrato dell'Impero britannico.
La sua nomina a giudice, tuttavia, divenne la causa della più grande disputa sulle donne per il rispetto della legge. Nel suo primo caso del 1 ° luglio 1916 ad Alberta, trovando l'imputato colpevole, il suo diritto di emettere la sentenza fu messo in discussione dall'avvocato della difesa con la motivazione che in quanto donna non era legalmente considerata una persona. La Corte suprema provinciale respinse il ricorso.

### Persons case
Nel 1917, Emily Murphy guidò la battaglia perché le donne fossero riconosciute come "persone" in Canada, e di conseguenza fossero ritenute qualificate per poter essere elette al Senato. L'avvocato Eardley Jackson, mise in dubbio la posizione di Emily Murphy come giudice, visto che nel British North America Act del 1867 le donne non erano considerate "persone". Nel documento era dichiarato: "le donne erano eleggibili per i doveri e le sanzioni, ma non per i diritti e privilegi".
Nel 1919, presiedette la conferenza inaugurale degli Istituti di Canada delle donne federate, che approvò una risoluzione che chiedeva di nominare una senatrice. Il Consiglio Nazionale delle Donne e il Club delle Donne di Montreal supportarono la risoluzione, selezionando Emily Murphy come la candidata.
Murphy iniziò a lavorare ad un piano per la richiesta di chiarimenti su come le donne venivano considerate nel British North America Act e se potevano diventare senatrici. Siccome la sua domanda, per essere accettata, aveva bisogno della sottoscrizione da parte di un gruppo di almeno cinque cittadini, Emily Murphy chiese l'aiuto ad altre quattro donne dell'Alberta. Il 27 agosto 1927, l'attivista per i diritti umani Nellie McClung, l'ex membro dell'Assemblea legislativa dell'Alberta Louise McKinney, le attiviste per i diritti delle donne Henrietta Edwards e Irene Parlby, firmarono la petizione, chiedendo che il governo federale riferisse la questione alla Corte Suprema del Canada. La petizione delle donne conteneva due domande che il governo federale riassunse in una sola, chiedendo alla Corte di Cassazione: "La parola persona nella ventiquattresima sezione del British North America Act comprende persone di sesso femminile?". La campagna divenne nota come Persons case ed raggiunse la Corte Suprema del Canada a marzo 1928. La Corte ritenne che le donne non fossero qualificate per poter occupare un posto in Senato. Le cinque donne quindi presentarono ricorso al Comitato Giudiziario del Privy Council in Gran Bretagna. Il 18 ottobre 1929, in una decisione chiamata Edwards v. Canada, il Privy Council dichiarò che la parola "persone" nella ventiquattresima sezione del BNA Act del 1867 doveva essere interpretata in modo da includere entrambi i sessi, di conseguenza le donne avevano il diritto di servire al Senato.
Nonostante la sentenza, Emily Murphy non fu mai senatrice. Il Primo Ministro era in quel momento William Lyon Mackenzie King, liberale, e Murphy era una conservatrice partigiana, di conseguenza la scelta cadde a favore del filantropo Cairine Wilson nel 1930. Dopo che i conservatori con RB Bennett vinsero l'elezione federale nel 1930, a Emily Murphy è stata negata nuovamente la possibilità di sedersi in Senato nel 1931, in quanto il posto rimasto vacante era in seguito alla morte di un senatore cattolico e Murphy era protestante. Murphy morì nel 1935 senza veder compiere il suo sogno di sedersi alla Camera superiore del Canada.
Le cinque donne, conosciute come le Famous Five, sono considerate leader nella riforma sociale e dei diritti delle donne, avendo sfidato congressi e stabilito un precedente importante nella storia del Canada. Nella camera del Senato del Canada, le cinque donne sono state onorate con una targa che recita: "Per promuovere la causa del genere femminile queste cinque donne pioniere hanno spinto per il riconoscimento da parte del Consiglio della Corona delle donne come persone aventi diritto per la nomina nel Senato del Canada." Il ritratto di Emily Murphy, insieme al resto delle Famous Five, è stato inserito sul retro di una delle 50 banconote da un dollaro canadese emesse nel 2004 come parte del Canadian Journey Series. Nell'ottobre 2009, il Senato ha votato per nominare Emily Murphy e le altre quattro donne come le prime "senatrici onorarie".

## Opinioni
Sono state mosse alcune critiche al lavoro fatto da Emily Murphy in seguito, soprattutto per il ruolo avuto nell'approvazione della legge dell'Alberta sulla sterilizzazione sessuale e in relazione alle sue critiche ad un gruppo di immigrati provenienti da altri paesi, in particolare dalla Cina, accusati di aver corrotto la società canadese attraverso l'uso delle droghe. Nel suo libro The Black Candle Emily Murphy scrisse: "È poco credibile che il venditore ambulante cinese medio abbia in mente qualche idea precisa per realizzare il fallimento della razza bianca, essendo il suo movente probabilmente quello dell'avidità, ma nelle mani dei suoi superiori, egli può diventare un potente strumento a tal fine".

### Droghe e razze
Anche se le opinioni di Murphy sulla razza sono cambiate nel corso della sua vita, il punto di vista contenuto nel suo libro The Black Candle ("La candela nera") è considerato quello che ebbe le maggiori conseguenze, perché contribuì a creare un diffuso clima di "guerra alla droga" che portò la normativa a "definire la dipendenza come un problema di applicazione della legge". Alla base di The Black Candle ci sono una serie di articoli apparsi sulla rivista Maclean's scritti da Emily Murphy con lo pseudonimo di Janey Canuck. Usando ampi aneddoti e opinioni "dell’esperto", The Black Candle dipingeva un quadro allarmante dell'abuso di droga in Canada, precisando l'interpretazione di Murphy sull'uso e sugli effetti dell'oppio, della cocaina e dei farmaci, così come sulla "nuova minaccia" della marijuana. La preoccupazione di Murphy sulla droga è iniziata nel momento della constatazione della presenza "sproporzionata dei cinesi" nell'aula di tribunale per problemi di giustizia penale. Oltre all'esperienza professionale e alle proprie osservazioni, Emily aveva anche effettuato delle visite nelle fumerie d'oppio di Chinatown di Vancouver tramite gli investigatori della polizia locale. Vancouver a quel tempo era nel bel mezzo di un panico morale rispetto alle droghe, che faceva parte della campagna anti-orientale che portò all'approvazione della legge sull'immigrazione cinese del 1923.
La storica canadese Catherine Carstairs sostiene che l'influenza di Emily Murphy in materia di politica della droga è stata "sopravvalutata". Anche se i suoi discorsi critici sono stati ampiamente letti e hanno contribuito a diffondere la paura dalla droga in tutto il Canada, la sua campagna non è stata tenuta in considerazione dalla Divisione di controllo dei narcotici a causa della sua "libertà creativa" nel presentare le ricerche alle quali lei aveva partecipato. Secondo Carstairs "c'erano delle insinuazioni nei verbali sul fatto che gli impiegati della Divisione del controllo dei narcotici non avevano una buona opinione di Emily Murph, non prestavano attenzione a ciò che stava scrivendo e non la consideravano una fonte particolarmente accurata o di valore".
Carstairs asserisce anche che Emily Murphy non ha influenzato la paura della droga a Vancouver, ma che comunque "i suoi articoli hanno segnato un punto di svolta e il suo libro … ha portato la paura della droga a Vancouver ad un più vasto pubblico canadese".
La questione razziale permea The Black Candle e, nell'analisi di Emily Murphy, è strettamente intrecciata con il traffico di droga e la dipendenza. Ella è ambigua nel trattare i non-bianchi. In un passaggio, per esempio, rimprovera i bianchi di usavare i cinesi come "capri espiatori" mentre altrove, fa riferimento all'uomo cinese come ad un "visitatore" in questo paese che "potrebbe essere saggio mettere fuori" se si scopre che questo visitatore trasporta un "lecca-lecca avvelenato in tasca con il quale nutre i nostri figli". Affermava che la tossicodipendenza tuttavia, e non l'immigrato cinese, "è un flagello così terribile nei suoi effetti che minaccia i fondamenti stessi della civiltà" e che le leggi di conseguenza hanno bisogno di indirizzare verso l'eradicazione. Le droghe fanno vittime dappertutto, e membri di tutte le nazionalità perpetrano il traffico di droga, secondo Murphy. Allo stesso tempo, non si discosta dal punto di vista dominante dei bianchi della classe media nel momento in cui le "razze" erano discrete, categorie biologicamente determinate, naturalmente ordinate in una gerarchia. In questo schema, la razza bianca stava affrontando il degrado attraverso l'incrocio con altre razze, mentre le più prolifiche "razze nere e gialle possono ancora avere il sopravvento", e quindi minacciavano di "strappare la leadership nel mondo dei britannici".
L'avversione di Emily Murphy verso i non bianchi si riflette nei dibattiti accademici, ma ciò che viene unanimemente riconosciuto è che The black candle è stato scritto "con il preciso scopo di suscitare richieste pubbliche per una legislazione più severa contro la droga" e che in questo, Emily Murphy ha avuto in una certa misura successo. Questa motivazione può aver influenzato la sua analisi razziale giocando sui pregiudizi popolari del suo pubblico bianco. D'altra parte, essa potrebbe aver deliberatamente cercato di prendere le distanze da quei pregiudizi, soprattutto quelli propagati dai esclusivisti asiatici della Columbia Britannica, al fine di massimizzare la propria credibilità, soprattutto tra i suoi lettori più moderati.

### Movimento eugenetico
Nel corso del XX secolo, è emersa in prima linea l'importanza sociale della conoscenza scientifica. I progressi della scienza e della tecnologia sono stati pensati per contenere le risposte ai problemi sociali attuali e futuri.
Emily Murphy è stata tra coloro che pensavano che i problemi sociali come l'alcolismo, l'abuso di droga e la criminalità fossero il risultato di deficienze mentali. In un articolo del 1932 intitolato La sovrappopolazione e controllo delle nascite, affermava: "la sovrappopolazione [è un] problema di fondo di tutti ... nessuno dei nostri problemi può anche essere dissipato fino a quando a questo non viene posto rimedio". Visto lo sviluppo della politica dopo la fine della seconda guerra mondiale, Murphy, che era un pacifista, ha teorizzato che l'unica ragione della guerra fosse che le nazioni dovevano lottare per la terra destinata ad accogliere la popolazione in crescita. La sua tesi era che se ci fosse stato un controllo dell'aumento della popolazione, le persone non avrebbero avuto bisogno di tanto terreno. Senza la costante necessità di più terra, la guerra avrebbe cessato di esistere.
La sua soluzione a questi problemi sociali era l'eugenetica. Emily Murphy ha sostenuto il programma selettivo di procreazione e la sterilizzazione obbligatoria degli individui considerati affetti da deficit mentale. Credeva che l'inferiorità mentale e sociale si riproduceva di più della "razza umana pura" e ha fatto appello alla Assemblea legislativa dell'Alberta per la sterilizzazione forzata. In una petizione, ha scritto che i bambini con ritardo mentale erano "una minaccia per la società e un costo enorme per lo Stato ... la scienza sta dimostrando che il deficit mentale è una condizione ereditaria trasmissibile". Ha scritto al ministro dell'Agricoltura e della Sanità George Hoadley sul fatto che due donne, pazienti "deboli di mente", avevano già allevato diversi figli, definendo "una negligenza pari ad un crimine permettere a queste due donne di partorire".
In parte a causa della sua pesante difesa della sterilizzazione obbligatoria, con la legge della sterilizzazione sessuale, migliaia di uomini e donne Alberta sono stati sterilizzati senza il loro consenso, prima dell'abrogazione di questa legge nel 1972.

## Eredità
La sua eredità è contestata, i suoi importanti contributi per il femminismo sono stati valutati in funzione delle sue vedute razziste e nativiste e dalla sua esaltazione dell'eugenetica. Oltre ad essere contro l'immigrazione, era un forte sostenitrice della normativa di Alberta per la sterilizzazione sessuale delle persone con ritardo mentale in un'epoca in cui la sterilizzazione obbligatoria è stata praticata in alcune giurisdizioni nordamericane.
La recente commemorazione delle Famous Five, come ad esempio l'illustrazione sul retro della banconota da cinquanta dollari, è stata utilizzata come occasione per la rivalutazione dell'eredità di Emily Murphy. Gli attivisti della decriminalizzazione della marijuana, come parte del movimento per screditare la proibizione della marijuana, hanno criticato Murphy in particolare ipotizzando che le leggi sulla droga di oggi sono costruite su fondamenta razziste previste al tempo da Murphy e che la guerra alla droga ha danneggiato più donne rispetto al beneficio dato del Persons Caso. Al contrario, i difensori di Emily Murphy hanno fatto notare che lei stava scrivendo in un'epoca in cui il razzismo bianco era tipico, ma non eccezionale, e che le sue opinioni erano più progressiste rispetto a molti dei suoi coetanei.
Emily Murphy e la sua casa a Edmonton (Alberta) sono stati inseriti nel registro canadese di persone e luoghi storici. Ha vissuto in questa casa dal 1919 fino alla sua morte nel 1933. Si trova ora nel campus della University of Alberta e ospita i Servizi agli studenti di legge.
Nel 1958, è stata riconosciuta come persona di importanza storica nazionale da parte del governo del Canada. Una targa commemorativa è stata installata presso l'Emily Murphy Park Road a Edmonton. Il Persons Case è stato riconosciuto nel 1997 come evento storico nazionale ed una targa è stata posta nello stesso luogo.